# Кубок Ізраїлю з футболу 2018—2019
Кубок Ізраїлю з футболу 2018–2019 — 80-й розіграш кубкового футбольного турніру в Ізраїлі. Титул здобув Бней-Єгуда.

## Регламент
Кубкова стадія складається з двох раундів: регіонального та національного, саме в національному раунді з 1/16 фіналу стратують клуби Прем'єр-ліги. Титул вчетверте здобув Бней-Єгуда.

## 1/16 фіналу
| Команда 1                    | Рахунок        | Команда 2                     |
| 20 грудня 2018               | 20 грудня 2018 | 20 грудня 2018                |
| ---------------------------- | -------------- | ----------------------------- |
| Нордія (Єрусалим) (3)        | 1:3            | Бней-Єгуда                    |
| Хапоель Іроні (Кір'ят-Шмона) | 1:0            | Хапоель (Мігдаль-ха-Емек) (3) |
| Хапоель (Афула) (2)          | 4:2            | Хапоель (Бней-Лод) (2)        |
| Маккабі (Нетанья)            | 5:1            | Дабурія (4)                   |
| Ашдод                        | 2:0            | Хапоель (Рамат-Ган) (2)       |
| Хапоель (Хайфа)              | 0:1            | Хапоель (Акко) (2)            |
| 21 грудня 2018               |                |                               |
| Хапоель (Назарет-Ілліт) (2)  | 3:0            | Хапоель (Іксал) (2)           |
| Хапоель (Хадера)             | 1:0            | Секція Нес-Ціона (2)          |
| Маккабі (Петах-Тіква)        | 1:0            | Хапоель (Кфар-Сава) (2)       |
| Хапоель (Рамат-ха-Шарон) (2) | 0:1            | Кафр-Касем (3)                |
| Бней Сахнін                  | 1:0            | Маккабі (Назарет) (2)         |
| Хапоель (Раанана)            | 0:0 пен. 4:5   | Хакоах Маккабі Амідар (3)     |
| 22 грудня 2018               |                |                               |
| Маккабі (Хайфа)              | 5:0            | Хапоель (Марморек) (2)        |
| Хапоель (Беер-Шева)          | 1:0 дч         | Бейтар (Тель-Авів) (2)        |
| Бейтар (Єрусалим)            | 1:2            | Маккабі (Тель-Авів)           |
| 23 грудня 2018               |                |                               |
| Хапоель (Єрусалим) (2)       | 1:2            | Хапоель (Тель-Авів)           |

## 1/8 фіналу
| Команда 1             | Рахунок       | Команда 2                    |
| 15 січня 2019         | 15 січня 2019 | 15 січня 2019                |
| --------------------- | ------------- | ---------------------------- |
| Хапоель (Афула) (2)   | 3:1           | Ашдод                        |
| Маккабі (Петах-Тіква) | 4:1           | Хакоах Маккабі Амідар (3)    |
| Маккабі (Нетанья)     | 0:0 пен. 4:2  | Хапоель (Беер-Шева)          |
| 16 січня 2019         |               |                              |
| Бней-Єгуда            | 2:0           | Хапоель (Назарет-Ілліт) (2)  |
| 17 січня 2019         |               |                              |
| Кафр-Касем (3)        | 1:0           | Хапоель Іроні (Кір'ят-Шмона) |
| Маккабі (Тель-Авів)   | 4:0           | Хапоель (Акко) (2)           |
| Хапоель (Тель-Авів)   | 1:2           | Хапоель (Хадера)             |
| 22 січня 2019         |               |                              |
| Бней Сахнін           | 1:0           | Маккабі (Хайфа)              |

## 1/4 фіналу
| Команда 1           | Заг.             | Команда 2             | 1-й матч         | 2-й матч         |
| 5/26 лютого 2019    | 5/26 лютого 2019 | 5/26 лютого 2019      | 5/26 лютого 2019 | 5/26 лютого 2019 |
| ------------------- | ---------------- | --------------------- | ---------------- | ---------------- |
| Хапоель (Афула) (2) | 1:3              | Бней-Єгуда            | 0:2              | 1:1              |
| 5/27 лютого 2019    |                  |                       |                  |                  |
| Маккабі (Нетанья)   | 2:1              | Маккабі (Петах-Тіква) | 1:0              | 1:1              |
| 6/26 лютого 2019    |                  |                       |                  |                  |
| Бней Сахнін         | 1:4              | Маккабі (Тель-Авів)   | 1:4              | 0:0              |
| 6/27 лютого 2019    |                  |                       |                  |                  |
| Кафр-Касем (3)      | 2:4              | Хапоель (Хадера)      | 2:3              | 0:1              |

## 1/2 фіналу
| Команда 1         | Рахунок       | Команда 2           |
| 2 квітня 2019     | 2 квітня 2019 | 2 квітня 2019       |
| ----------------- | ------------- | ------------------- |
| Маккабі (Нетанья) | 1:0           | Хапоель (Хадера)    |
| 3 квітня 2019     |               |                     |
| Бней-Єгуда        | 1:0           | Маккабі (Тель-Авів) |

## Фінал
| 15 травня 2019 20:45 (EEST) |

| Бней-Єгуда | 1:1      | Маккабі (Нетанья) |
| ---------- | -------- | ----------------- |
| Ян 82'     | Протокол | Меламед 4'        |

| Саммі Офер, Хайфа Арбітр: Ейтан Шемеулевич |

|                                         |     | Пенальті                                         |  |
| Ян · Хазіза · Тамбі · Зенаті · Ашкеназі | 5:4 | Фініш · Баршазкі · Хойбах · Олсак · Каніховський |  |